# 안식향나무

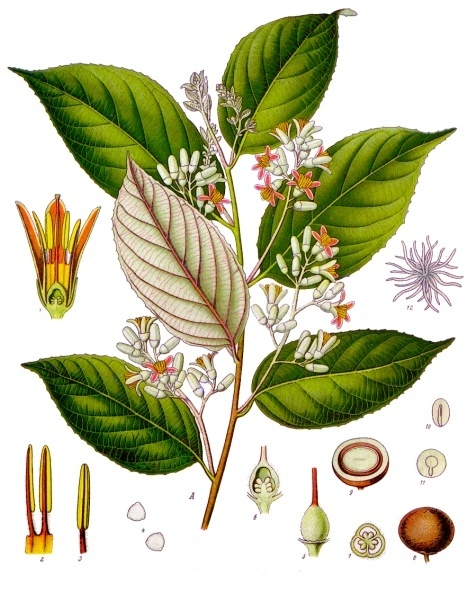

안식향나무(安息香─, 학명: Styrax benzoin, 다른 이름: gum benjamin tree, 아랍어 loban, 인도네시아와 말레이시아에서 kemenyan, onycha, Sumatra benzoin tree)는 인도네시아 수마트라섬에 자생하는 나무종이다.

## 분포
인도네시아 수마트라섬의 숲에서 흔히 볼 수 있는 개체이며 최대 12~30미터 높이까지 성장한다. 70~100년을 생존할 수 있다. 어떻게 수마트라섬에 유입되었는지는 알려져 있지 않다.
채취되는 수액은 깨끗하지 않기 때문에 3~6개월 건조시켜서 불순물을 제거한다. 수액이 건주된 이후 수출할 준비가 된다.